# شرکت موشکی اس‌پی کارالیوف و صنایع فضایی انرگیا
شرکت موشکی اس‌پی کارالیوف و صنایع فضایی اِنرگیا یا به‌طور خلاصه «اِنرگیا» (به روسی: Энергия) یک شرکت روسی پیشرو در زمینه ساخت موشک، فضاپیما و بخش‌های ایستگاه‌های فضایی است. این شرکت در سال ۱۹۴۶ میلادی تأسیس، و به افتخار سرگئی کارالیوف، نخستین مدیر ارشد طراحی آن، نامگذاری شده است. دفتر اصلی شرکت در شهر کارالیوف واقع شده است، و دارای تشکیلات عمده‌ای در پایگاه فضایی بایکونور است.
ساخت نخستین ماهواره، نخستین فضاپیمای سرنشین‌دار، و نخستین ایستگاه فضایی جهان از افتخارات این شرکت به‌شمار می‌روند.

## تاریخچه
شرکت انرگیا در ۱۶ مه ۱۹۴۶ میلادی (۲۶ اردیبهشت ۱۳۲۵) در روسیه (اتحاد شوروی سابق) با نام «دفتر طراحی ویژهٔ شماره ۱ وابسته به انستیتوی پژوهش و توسعه شماره ۸۸»
بنیان گذاشته شد. نخستین مدیر طراحی این شرکت سرگئی پاولوویچ کارالیوف معروف به «طراح ارشد» بود. زیر نظر او، شرکت موفق به توسعه و ساخت بسیاری از اولین‌های صنایع فضایی جهان گشت. از میان نخستین‌ها می‌توان به نخستین موشک قاره‌پیمای بالستیک، نخستین ماهواره جهان، نخستین فضاپیمای سرنشین‌دار جهان، نخستین فضاپیمای کاوشگر ماه و نخستین ایستگاه‌های فضایی جهان اشاره کرد.
در سال ۱۹۷۴ زیر نظر والنتین گلوشکو در ساختار شرکت تغییراتی داده شد و نام «انرگیا» برای آن انتخاب شد. بعدها به افتخار نخستین طراح ارشد، عبارت «اس‌پی کارالیوف» به نام شرکت افزوده شد.

## مدیریت
مدیریت شرکت انرگیا از آغاز تاکنون به عهده افراد زیر بوده است:
- سرگئی کارالیوف (‎۱۹۴۶-۱۹۶۶)
- واسیلی میشین (‎۱۹۶۶-۱۹۷۴)
- والنتین گلُوشکو (‎۱۹۷۴-۱۹۸۹)
- یوری سِمیِنوف (‎۱۹۸۹-۲۰۰۵)
- نیکلای سواستیانوف (‎۲۰۰۵-۲۰۰۷)
- ویتالی لوپوتا (۲۰۰۷ تاکنون)

## پروژه‌های پیشین
پروژه‌های عمده پیشین این شرکت عبارتند از:
- فضاپیماهای سرنشین‌دار وستوک، واسخود، سایوز (مدل‌های تی و تی‌ام) و شاتل بوران؛
- کاوشگرهای فضایی شامل لونا، کاوشگر ونرا، مارس و زوند؛
- فضاپیمای ترابری بی‌سرنشین پروگرس؛
- ایستگاه‌های فضایی سالیوت، میر، و بخش‌هایی از ایستگاه فضایی بین‌المللی؛
- ماهواره‌های مخابراتی، اطلاعاتی و تحقیقاتی شامل اسپوتنیک، الکترون، زنیت، مولنیا، سیگنال، یامال و د.ز.ز؛
- موشک‌های برد متوسط و موشک‌های قاره‌پیمای بالستیک خانواده آر-۱، آر-۵، آر-۷، آر-۹، آر-۱۱ و آرتی-۲؛
- موشک‌های فضایی شامل اسپوتنیک، وستوک، مولنیا، سایوز، اِن-۱، انرگیا، یامال، کوانت، کوانت-۱ و آورورا؛
- پایگاه فضایی ال-۳ روی ماه

## برنامه‌های در دست اجرا

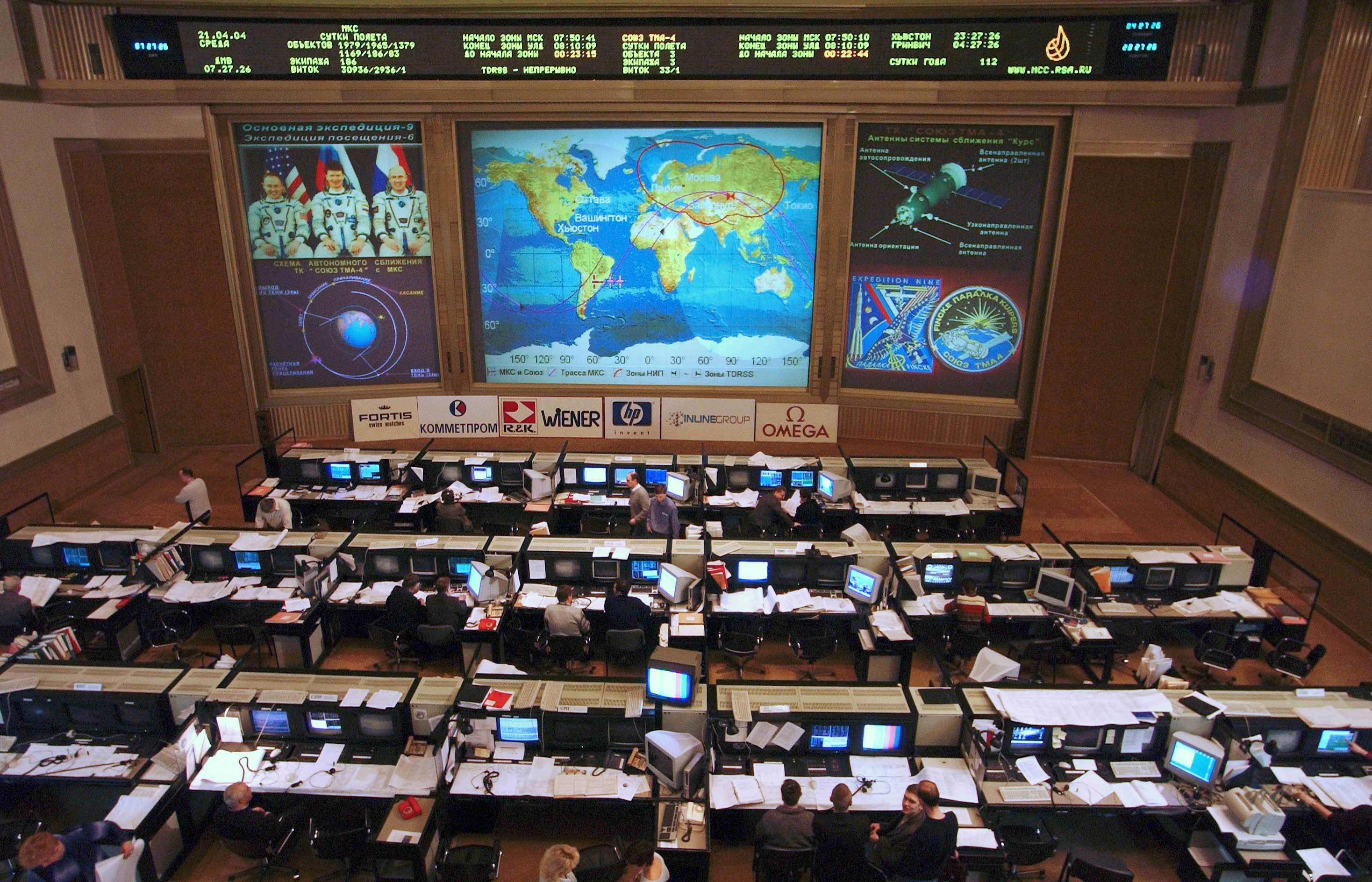
مرکز کنترل روسی ایستگاه فضایی بین‌المللی در شهر کارالیوف که توسط شرکت انرگیا اداره می‌شود.

- ساخت فضاپیمای سرنشین‌دار سایوز (مدل تی‌ام‌ای)؛
- ساخت فضاپیمای بی‌سرنشین ترابری پروگرس (مدل ام)؛
- ساخت بخش‌های روسی ایستگاه فضایی بین‌المللی؛
- مسؤولیت تمام آزمایش‌ها و پژوهش‌های علمی روسیه در ایستگاه فضایی بین‌المللی؛
- مشارکت در برنامه پرتاب دریایی، ساخت یکی از بخش‌های موشک اوکراینی زنیت-۳؛
- توسعه استاندارد پیکربندی جهانی فضاپیماها (USC)، که در ساخت ماهواره‌های مخابراتی، ناوبری، و ردیابی به کار می‌رود. این استاندار اساس طراحی ماهواره‌های یامال-۱۰۰ و یامال-۲۰۰ بوده است.

## برنامه‌های آینده
- ساخت و تکمیل بخش‌های روسی ایستگاه فضایی بین‌المللی، از جمله بخش آزمایشگاهی چندمنظوره با همکاری مرکز فضایی خرونیچف؛
- ساخت کارگاه‌های فضایی اوکا، که به صورت مستقل یا به صورت یکی از بخش‌های ایستگاه فضایی بین‌المللی، برای ساخت و ساز و مونتاژ در در مدار زمین بکار خواهند رفت؛
- بهینه‌سازی و توسعه فضاپیمای سایوز برای سفر به ماه؛
- توسعه و ساخت فضاپیمای یدک‌کش مداری پاروم (برای جایگزین کردن پروگرس)؛
- توسعه و ساخت شاتل فضایی کلیپر؛
- توسعه برنامه روسیه برای سفر به ماه، شامل برنامه‌ریزی برای فرود در سال ۲۰۱۵، ایجاد پایگاه دائمی روی ماه در سال ۲۰۲۰، و تأسیسات استخراج هلیوم-۳؛
- توسعه برنامه روسیه برای سفر به مریخ، شامل برنامه‌ریزی برای فرود در سال ۲۰۲۵
- ساخت ماهواره‌های مخابراتی یامال-۳۰۰ و یامل-۴۰۰ برای شرکت گازپروم
- ساخت ماهواره ردیابی اسموتر

## یگان فضانوردان کارشناس
در سال‌های نخستین عصر فضا، فضانوردان از میان خلبانان زبده نیروی هوایی استخدام می‌شدند. در سال ۱۹۶۲، شرکت انرگیا پیشنهادی را مبنی بر استخدام متخصصان فنی برای شغل فضانوردی به دولت شوروی ارائه کرد. بر اساس این پیشنهاد، شرکت انرگیا برای استفاده بهینه از فضا، توسعه فناوری فضایی و انجام آزمایش و پژوهش‌های علمی، اقدام به جذب نیروهای متخصص در رشته‌های گوناگون برای آموزش فضانوردی و سفر به فضا می‌نمود. یگان فضانوردان کارشناس با پذیرش این طرح و انتخاب ۸ نفر از ۱۲ نامزد اولیه شکل گرفت. در ژانویه ۱۹۶۷ تعداد افراد این گروه به ۱۰ نفر رسید. و سپس ۳ نفر دیگر از فرهنگستان علوم شوروی به این جمع پیوستند. در سال ۱۹۸۰ نخستین گروه زنان متخصص به گروه پیوستند، که از میان آن‌ها می‌توان به اسوتلانا ساویتسکایا اشاره کرد.
روند گزینش متخصصان برای فضانوردی تا به امروز ادامه دارد و از میان آن‌ها تاکنون ۳۵ نفر به فضا پرواز کرده‌اند.